# Primera B 2023
In 2023 werd het 73ste seizoen gespeeld van de Primera B, de tweede hoogste voetbalklasse van Chili. De competitie werd gespeeld van  10 februari tot 15 oktober. Cobreloa werd kampioen.

## Eindstand
| Plaats | Club                      | Wed. | W  | G  | V  | Saldo | Ptn. |
| ------ | ------------------------- | ---- | -- | -- | -- | ----- | ---- |
| 1.     | Cobreloa                  | 30   | 16 | 6  | 8  | 41:30 | 54   |
| 2.     | Deportes Iquique          | 30   | 14 | 10 | 6  | 54:39 | 52   |
| 3.     | Santiago Wanderers        | 30   | 14 | 9  | 7  | 37:28 | 51   |
| 4.     | Deportes Temuco           | 30   | 13 | 9  | 8  | 38:36 | 48   |
| 5.     | Deportes Antofagasta      | 30   | 14 | 4  | 12 | 50:38 | 46   |
| 6.     | San Luis                  | 30   | 12 | 8  | 10 | 43:31 | 44   |
| 7.     | Deportes La Serena        | 30   | 13 | 5  | 12 | 38:39 | 44   |
| 8.     | Unión San Felipe          | 30   | 11 | 8  | 11 | 40:34 | 41   |
| 9.     | Barnechea                 | 30   | 11 | 8  | 11 | 40:41 | 41   |
| 10.    | San Marcos de Arica       | 30   | 11 | 7  | 12 | 51:52 | 40   |
| 11.    | Rangers                   | 30   | 10 | 6  | 14 | 35:47 | 36   |
| 12.    | Santiago Morning          | 30   | 9  | 7  | 14 | 32:38 | 34   |
| 13.    | Deportes Santa Cruz       | 30   | 8  | 10 | 12 | 27:35 | 34   |
| 14.    | Universidad de Concepción | 30   | 9  | 7  | 14 | 36:49 | 34   |
| 15.    | Deportes Recoleta         | 30   | 7  | 9  | 14 | 34:43 | 30   |
| 16.    | Deportes Puerto Montt     | 30   | 7  | 9  | 14 | 25:41 | 30   |

|  | Kampioen, promotie naar Primera División 2024           |
|  | Kampioen, geplaatst voor halve finale promotie play-off |
|  | Geplaatst voor kwartfinale promotie play-off            |
|  | Degradatie naar Segunda División                        |

## Promotie play-offs

### Kwartfinale
| Team #1            | Tot.        | Team #2              | 1ste wed | 2de wed |
| ------------------ | ----------- | -------------------- | -------- | ------- |
| Deportes La Serena | 1 - 1 (1-3) | Deportes Temuco      | 1 - 0    | 0 - 1   |
| Unión San Felipe   | 2 - 3       | Santiago Wanderers   | 2 - 1    | 0 - 2   |
| San Luis           | 2 - 2 (5-6) | Deportes Antofagasta | 1 - 1    | 1 - 1   |

### Halve finale en finale
|  | halve finale         | halve finale | halve finale | halve finale |  |                    | finale | finale | finale | finale |
|  |                      |              |              |              |  |                    |        |        |        |        |
|  |                      |              |              |              |  |                    |        |        |        |        |
|  | Deportes Temuco      | 2            | 0            | 2            |  |                    |        |        |        |        |
|  | Santiago Wanderers   | 3            | 1            | 4            |  |                    |        |        |        |        |
|  |                      |              |              |              |  | Santiago Wanderers | 1      | 3      | 4 (2)  |        |
|  |                      |              |              |              |  | Deportes Iquique   | 1      | 3      | 4 (3)  |        |
|  | Deportes Antofagasta | 2            | 0            | 2            |  |                    |        |        |        |        |
|  | Deportes Iquique     | 2            | 3            | 5            |  |                    |        |        |        |        |

1952 · 1953 · 1954 · 1955 · 1956 · 1957 · 1958 · 1959 · 1960 · 1961 · 1962 · 1963 · 1964 · 1965 · 1966 · 1967 · 1968 · 1969 · 1970 · 1971 · 1972 · 1973 · 1974 · 1975 · 1976 · 1977 · 1978 · 1979 · 1980 · 1981 · 1982 · 1983 · 1984 · 1985 · 1986 · 1987 · 1988 · 1989 · 1990 · 1991 · 1992 · 1993 · 1994 · 1995 · 1996 · 1997 · 1998 · 1999 · 2000 · 2001 · 2002 · 2003 ·  2004 · 2005 · 2006 · 2007 · 2008 · 2009 · 2010 · 2011 · 2012 · 2013 · 2013/14 · 2014/15 · 2015/16 · 2016/17 ·2017 · 2018 · 2019 · 2020 · 2021 · 2022 · 2023 · 2024